# موتایوو
موتایوو (انگلیسی: Mutayevo) یک شهرک در شهرستان ملئوزوفسکی استان باشقیرستان کشور روسیه است.